# Niels Dalgaard
Niels Dalgaard (født i 1956) er ph.d. i nordisk litteratur med fokus på science fiction. I en periode på 12 år var han ansat på Københavns Universitet, ved Institut for Nordisk Filologi. Udover at være forfatter til en halv snes faglitterære bøger, er han oversætter af mange bøger med udenlandske noveller, og redaktør for fagtidsskriftet Proxima.

## Den gode gamle fremtid
Denne ph.d. afhandling, "denne første større afhandling om genren på dansk"
behandler dels emnet science fiction generelt, dels de danske sf-romaner, der udkom i 1970'erne.

## Fra Platon til cyberpunk
"For første gang foreligger her en samlet fremstilling på dansk af science fiction-litteraturens
historie". Udover kortfattet af behandle hvad der kom før, der egentlig kan være tale
om sf, tales der om perioder fra det moderne gennembrud (begyndende sidst i 1800-tallet)
til cyberpunk (1980'erne) og vor tid.

## Rumvandringer
Udover at indeholde artikler, der allerede havde været trykt andre steder, bidrog denne
bog med "Science fiction i de kulørte hæfter", en gennemgang af sf i de hæfter, bl.a. om Nick Carter,
som en gang var yderst populære, men i dag nærmest er glemt.

## Litteraskopet
Med et mikroskop studerer man meget små ting, med et teleskop meget store. Men med et Litteraskop betragter man science fiction-litteraturen, både dens mere kendte sider og dens mest obskure afkroge. Det er i al fald sådan, begrebet bruges i den faste spalte, som siden 1996 har været i Science Fiction Cirklens medlemsblad Novum.

## Vinkler på dansk science fiction
Science fiction kan betragtes fra mange vinkler. I denne bog er samlet en række artikler, der på forskellig vis undersøger og fortæller om genren. Disse punktnedslag i genrens historie bygger på original forskning og dokumenterer bl.a. at der er mere dansk science fiction, end man måske skulle tro.